# Norrlandsflyg Ambulans

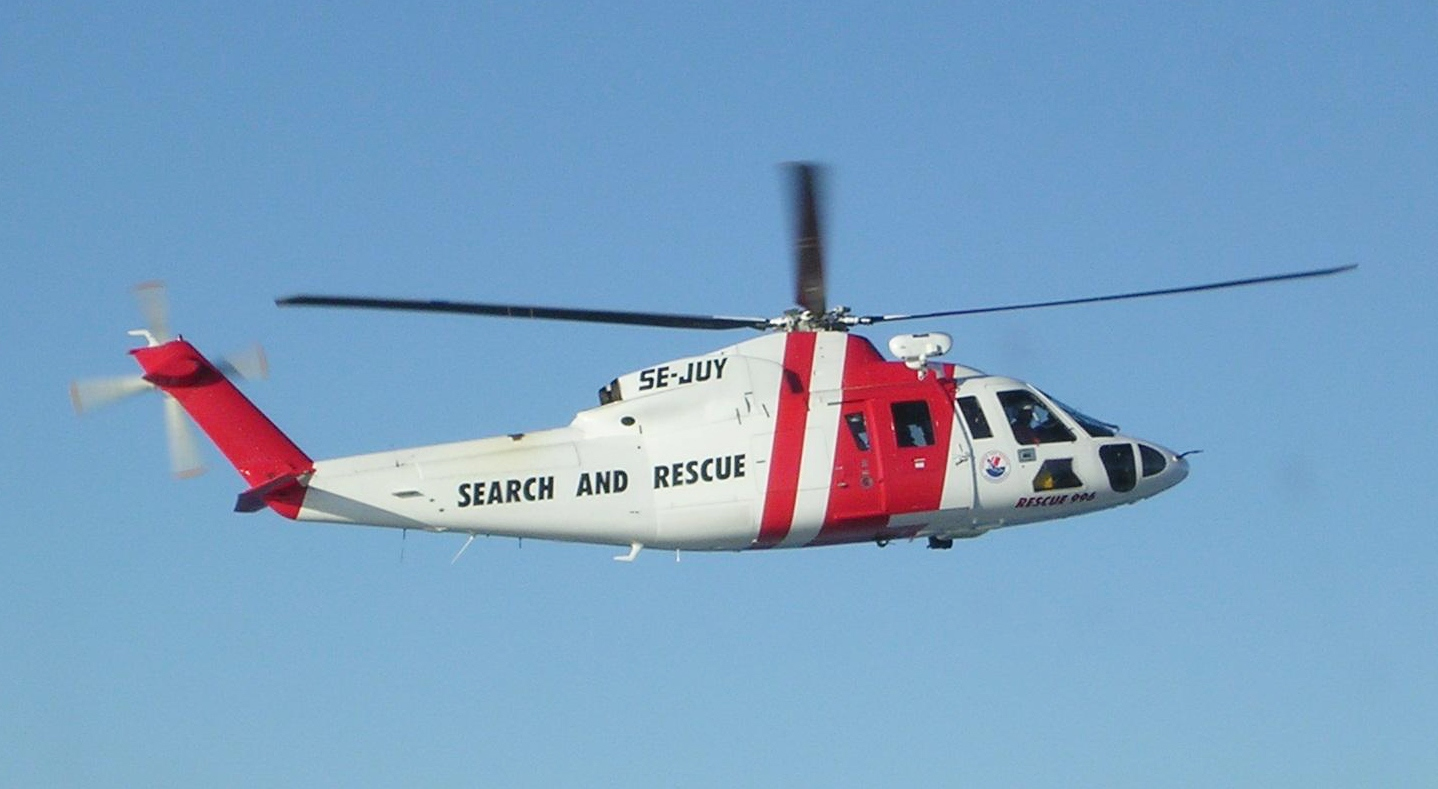
Sikorsky S-76 användes av Norrlandsflyg som räddningshelikopter för Sjöfartsverket, senare övertagen av Sjöfartsverkets helikopterverksamhet

Norrlandsflyg Ambulans AB var ett svenskt helikopterbolag som grundades 2010 och upphörde genom fusion med  Scandinavian Helicopter Partner Holding 2017. Det bedrev ambulanshelikoptertrafik för Västra Götalandsregionen med en Sikorsky S-76A och en Sikorsky S-76C.

## Historik
Norrlandsflyg Ambulans AB hade sina rötter i Norrlandsflyg AB, som grundades 1961. Inom ramarna för bolagets nuvarande verksamhet bedriver företaget ambulanshelikopterflygning för Västra Götalandsregionen och handel med värdepapper.
Det senare Norrlandsflyg grundades 1961  i Gällivare av Knut ”Knutte” Hedström. Det hette först AB Fjällflyg, men när bröderna Granqvist i Kiruna kallade sitt bolag för Firma Fjällflyg (numera Heli AB) i slutet av 1960-talet, namnändrades företaget till Norrlandsflyg. I början flög Hedström mest personer som behövde transportera sig i väglöst land. Allt fler ambulansuppdrag ledde dock till att företaget köpte in helikoptrar som lämpade sig bättre för dessa uppdrag än flygplan, och ambulansflyg med helikopter blev företagets huvudverksamhet.
På uppdrag av Sjöfartsverket svarade Norrlandsflyg för den svenska räddningshelikopterberedskapen inom sjöräddningen och flygräddningen och för ambulanshelikopterverksamheten i Västra Götalandsregionen och Norrbottens län. Företagets bas var i Gällivare. Företaget hade helikoptrar placerade i Sundsvall, Norrtälje, Visby, Göteborg och Ronneby, samtliga avsedda för sjöräddning. Dessutom hade företaget baser i Göteborg och Gällivare för ambulansflyg.
Företaget hamnade 2011 i ekonomiska svårigheter, varefter regeringen uppdrog åt Sjöfartsverket att köpa Norrlandsflygs moderbolag och ta över Norrlandsflygs verksamhet för sjö- och flygräddning i Sverige.. Sjöfartsverket tog den 1 november 2011 över sjöräddningsdelen av Norrlandsflyg AB med personal och leasingavtal för helikoptrar. Verksamheten placerades interimistiskt i det från Norrlandsflyg namnändrade SMA Helicopter Rescue AB,. och inlemmades i februari 2014 i Sjöfartsverket som Sjöfartsverkets helikopterverksamhet.

## Ambulansverksamhet i Göteborg
Ambulanshelikopterverksamheten för Västra Götalandsregionen överfördes 2011 till Norrlandsflyg Ambulans AB med bas på Göteborg City Airport utanför Göteborg. Denna har därefter övertagits av